# Duncan Sandys
Duncan Edwin Sandys, baron Duncan-Sandys (ur. 24 stycznia 1908, zm. 26 listopada 1987) – brytyjski polityk, syn kapitana George’a Sandysa, zięć premiera Wielkiej Brytanii Winstona Churchilla.

## Życiorys
Wykształcenie odebrał w Eton College i Magdalen College na Uniwersytecie Oksfordzkim.
Karierę polityczną rozpoczął w 1930 r. w Foreign Office. Początkowo pracował w siedzibie ministerstwa w Londynie, później zaś w brytyjskiej ambasadzie w Berlinie. W 1935 r. wygrał wybory do Izby Gmin w okręgu Norwood. Jego kontrkandydatem w tych wyborach był Randolph Frederick Churchill, syn późniejszego premiera. 16 września 1935 r. Sandys poślubił jego siostrę Dianę Churchill (11 lipca 1909 - 20 października 1963), córkę Winstona Churchilla i Clementine Hozier, córki Henry’ego Hoziera. Duncan i Diana mieli razem syna i dwie córki, byli to:
- Julian George Winston Sandys (19 września 1936 - 15 sierpnia 1997), ożenił się z Elisabeth Martin, miał dzieci
- Edwina Sandys (ur. 22 grudnia 1938), rzeźbiarka, odznaczona Orderem Imperium Brytyjskiego, żona Piersona Dixona i Richarda Kaplana, ma dzieci
- Celia Sandys (ur. 18 maja 1943), żona Michaela Kennedy’ego, Dennisa Waltersa i Kennetha Perkinsa, ma dzieci

W maju 1935 r. wywołał burzę stwierdzeniem, że Niemcom należy się dominująca pozycja w Europie Środkowej, gdyż to może powstrzymać upadek Imperium Brytyjskiego.
W 1938 r. Sandys zabrał głos w dyskusji na temat bezpieczeństwa narodowego. Niedługo później zaczął być nachodzony przez dwóch niezidentyfikowanych mężczyzn, prawdopodobnie reprezentujących służby specjalne. Zagrozili oni Sandysowi postawieniem go w stan oskarżenia na podstawie Official Secrets Act. Sandys zgłosił tę sprawę do parlamentarnej Komisji Przywilejów, ale komisja sprawę umorzyła.
Wkrótce potem wybuchła II wojna światowa. Sandys wstąpił do armii i w 1940 r. został włączony do Brytyjskiego Korpusu Ekspedycyjnego, który brał udział w walkach w Norwegii. Podczas walk Sandys został ciężko ranny, co uniemożliwiło mu dalszy czynny udział w walkach. Pozostał jednak w armii, gdzie zajmował się sprawami finansowymi. Następnie był przewodniczącym Crossbow ("Kusza") - podkomisji Brytyjskiego Gabinetu Wojennego (British War Cabinet), której zadaniem było zestawianie i ocena danych wywiadowczych dotyczących tajnych broni III Rzeszy, w tym przeciwdziałanie niemieckim rakietom i bombom latającym typu V.
W latach 1944–1945 był ministrem robót.
Wraz z porażką konserwatystów w wyborach powszechnych 1945 r., Sandys utracił miejsce w parlamencie. W tym czasie zajmował się popieraniem idei integracji europejskiej. W 1950 r. wygrał wybory w okręgu Streatham i ponownie wszedł w skład Izby Gmin. Po zwycięstwie konserwatystów w wyborach 1951 r. otrzymał tekę ministra zaopatrzenia. W 1954 r. wszedł w skład trzeciego gabinetu Churchilla jako minister budownictwa i samorządu lokalnego. W 1955 r. parlament przyjął jego ustawę o czystym powietrzu (Clean Air Act) oraz o utworzeniu pasów zieleni wokół największych miast.
W 1957 r. został ministrem obrony w rządzie Harolda Macmillana. Natychmiast po objęciu stanowiska zaproponował radykalne zmiany w RAF-ie, które polegały na wycofaniu z użycia myśliwców przechwytujących i zastąpienie ich przez pociski rakietowe. Zmiany te spowodowały upadek większości przedsiębiorstw produkujących samoloty.
W 1960 r. Sandys rozwiódł się ze swoją pierwszą żoną, która po trzech latach popełniła samobójstwo. W 1962 r. poślubił Marie-Claire Schmitt, córkę Adriena Schmitta. Małżeństwo to nie doczekało się potomstwa. W 1963 r. Sandys stał się bohaterem skandalu związanego ze sprawą rozwodową księżnej Argyll. Koronnym dowodem w sprawie rozwodowej podejrzewanej o nimfomanię księżnej było jej zdjęcie z nagim mężczyzną, któremu jednak nie było widać głowy. Jako kandydata na "bezgłowego mężczyznę" wymieniano m.in. właśnie Duncana Sandysa.
Tymczasem w 1959 r. Sandys przestał być ministrem obrony obejmując tekę ministra lotnictwa cywilnego. W 1960 r. został ministrem ds. Wspólnoty Narodów, zaś w 1962 r. połączył ten urząd ze stanowiskiem ministra kolonii. Na tym stanowisku odpowiadał za przyznanie niepodległości wielu koloniom Wielkiej Brytanii.
Po porażce konserwatystów w wyborach powszechnych 1964 r. przez 2 lata wchodził w skład gabinetu cieni. Popierał działania premiera Rodezji Iana Smitha w sprawie jednostronnej deklaracji niepodległości Rodezji. Po powrocie konserwatystów do władzy w 1970 r. nie otrzymał stanowiska ministerialnego. W tym czasie przewodniczył delegacjom Zjednoczonego Królestwa w Radzie Europy i w Unii Zachodnioeuropejskiej.
W 1974 r. Sandys opuścił Izbę Gmin. Otrzymał też tytuł dożywotniego para jako baron Duncan-Sandys i zasiadł w Izbie Lordów.
Sandys interesował się historią architektury. W 1956 r. założył towarzystwo Civic Trust, którego był przewodniczącym. Od 1968 r. był honorowym członkiem Królewskiego Stowarzyszenia Brytyjskich Architektów.
Był również dyrektorem Ashanti Goldfields Corporation, zamieszanym w skandal związany z omijaniem przez korporację międzynarodowych sankcji nałożonych na Rodezję.